# Musicum, Sölvesborg
Musicum är en konsertlokal i Sölvesborg som ägs av Sölvesborgs musikkår. Byggnaden, som tidigare var en frikyrka som tillhörde Fribaptistsamfundet och kallades Betel, inköptes 1983 och utgör numer byggnadsminne.
Byggnaden har genomgått ett antal renoveringar, ofta med stöd från kommunen, Balkenhousenfonden samt privatpersoner och lokalt föreningsliv.